# Дутшевский сельсовет
Дутшевский сельсовет — упразднённая административно-территориальная единица, существовавшая на территории Московской губернии и Московской области до 1979 года.
Драчевский сельсовет был образован в первые годы советской власти. По данным 1918 года он входил в состав Раменской волости Дмитровского уезда Московской губернии.
15 августа 1921 года Раменская волость была передана в Ленинский уезд.
В 1924 году Драчевский с/с был переименован в Дутшевский сельсовет.
По данным 1926 года в состав сельсовета входили деревни Дрочево, Дутшево, Исаково, Меленки, Назарово, Прокопово и Ступино.
В 1929 году Дутшевский с/с был отнесён к Ленинскому (с 1930 — Талдомскому) району Кимрского округа Московской области.
21 августа 1936 года из Мишуковского с/с в Дутшевский были переданы селения Назарово и Ступино.
21 мая 1959 года к Дутшевскому с/с были присоединены селения Мишуково, Пантелеево и Фёдоровка упразднённого Мишуковского с/с.
1 февраля 1963 года Талдомский район был упразднён и Дутшевский с/с вошёл в Дмитровский сельский район. 11 января 1965 года Дутшевский с/с был передан в восстановленный Талдомский район.
17 августа 1965 года Дутшевский с/с был передан в Дмитровский район. 3 декабря того же года к Дутшевскому с/с был посёлок Центрального отделения Московской областной психиатрической больницы, ранее находившийся в административном подчинении рабочего посёлка Темпы Талдомского района.
22 августа 1979 года Дутшевский с/с был упразднён. При этом его территория была объединена с Раменским с/с в новый Зареченский с/с.